# Matiné
Matiné (af fransk matin, 'morgen') er en (efter)middagsforestilling, oftest af en film eller af et teaterstykke. En aftenforestilling kaldes en "Soiree".